# Клетка для ребёнка

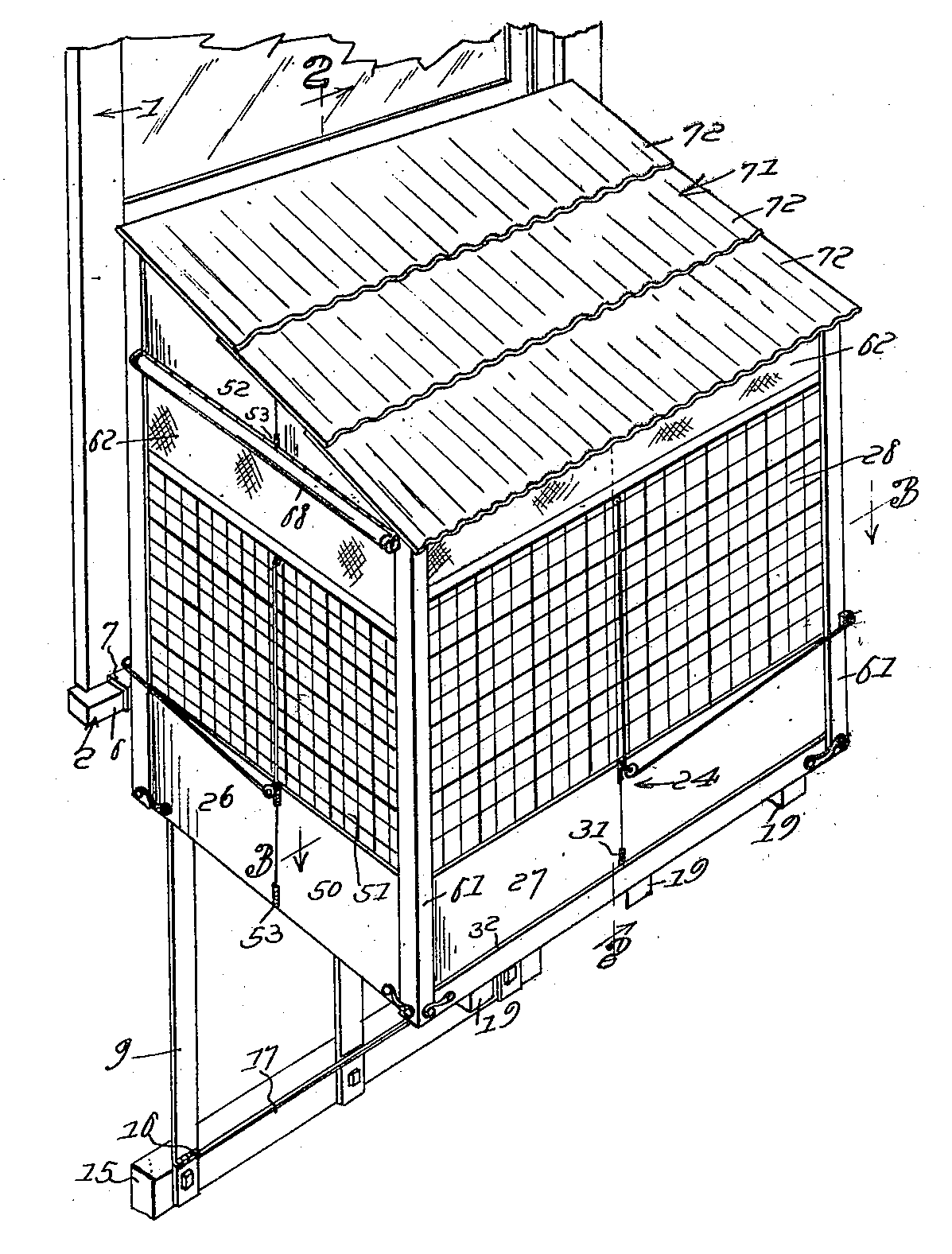
Схема из патента на крепящуюся к окну клетку для ребёнка

Клетка для ребёнка — сетчатая клетка с одеялом или корзинкой для временного размещения ребёнка на воздухе. Были популярны в Лондоне в 1930-х годах, после чего вышли из употребления.

## История
Использование клетки для ребёнка соответствует концепции «проветривания», разработанной в конце XIX века, в особенности доктором Лютером Эмметом Холтом, директором клиники в Нью-Йорке и пионером в области педиатрии. В своей книге «The Care and Feeding of Children» («Уход и кормление детей»), учебном пособии для медсестёр, опубликованном в 1894 году, он советует помещать детей в корзинку возле открытого окна, поскольку дыхание свежим воздухом, как считается, укрепляет иммунитет и здоровье.
Следуя рекомендациям доктора, настаивавшего на необходимости нахождения детей на свежем воздухе, в 1906 году Элеонора Рузвельт, тогда 21-летняя мать, повесила у окна своего дома в Нью-Йорке корзину из дерева, окружённую мелкой проволочной сеткой, для своего первого ребёнка, Анны, родившейся в том же году; но соседи, встревоженные продолжительным плачем ребёнка — то же медицинское предписание рекомендовало не вмешиваться, когда ребёнок начал кричать или плакать — угрожали матери обращением в Нью-Йоркское общество по предотвращению жестокого обращения с детьми. Позже жена 32-го президента США вспоминала, насколько сильно её, считавшей себя современной матерью, шокировала реакция соседей.
В 1922 году некая Эмма Рид подала заявку на патент на «переносную клетку для детей» и получила его в следующем году. Эта модель клетки подвешивается к внешнему краю окна, открывается в сторону, внутри неё помещается ребёнок.
Использование детской клетки получило наибольшую популярность в Лондоне в 1930-х годах. Клетки предназначались специально для малышей, проживающих в городских домах без сада. Соседские сообщества Лондона, такие как Chelsea Baby Club, раздавали клетки тем своим членам, у которых нет сада. В 1935 году Королевский институт британских архитекторов назвал клетки для детей важнейшим элементом жилища для среднего класса, приведя в пример инициативу Chelsea Baby Club. В начале Второй мировой войны бомбардировка ВВС Германии Соединённого Королевства остановила использование детских клеток по всему Лондону. Однако они вновь появились с 1953 года.
Продажи детских клеток постепенно снижались, вероятно, из соображений безопасности и из-за развития городского автомобильного движения.